# ハーレム・ナイト
『ハーレム・ナイト』（原題：Harlem Nights）は、1989年制作のアメリカ合衆国のコメディ映画。
“エディ・マーフィ版スティング”ともいえる映画で、マーフィが主演・監督・脚本・製作総指揮の1人4役をこなしている。彼の初監督作品である。
マーフィの主演作品としては、1985年『ビバリーヒルズ・コップ』、86年『ゴールデン・チャイルド』、87年『ビバリーヒルズ・コップ2』、88年『星の王子 ニューヨークへ行く』に続いて5年連続、5本目の全米No.1ヒットとなった（翌1990年にも『48時間PART2/帰って来たふたり』が全米No.1ヒットし、それも合わせると、6年連続全米No.1ヒットを記録するという快挙を成し遂げた）。
一方、評価はまちまちで、第62回アカデミー衣装デザイン賞、第10回ゴールデンラズベリー賞の最低監督賞と最低脚本賞にノミネートされ、ゴールデンラズベリー賞最低脚本賞を受賞した。

## あらすじ
1918年のニューヨーク・ハーレム。孤児だったクイックは、ハーレム最大のクラブの経営者シュガー・レイに引き取られて育てられ、彼の右腕をつとめるまでになった。
ある日、ギャングのボス、バグジーが悪徳刑事のフィルを使ってレイに嫌がらせをし、売り上げの3分の2のピンハネを要求してくるが、クイックとレイは逆に彼らを罠にはめて、大金をせしめようと画策する。

## キャスト
| 役名                 | 俳優                        | 日本語吹替 | 日本語吹替      |
| 役名                 | 俳優                        | ソフト版   | フジテレビ版    |
| -------------------- | --------------------------- | ---------- | --------------- |
| クイック・ブラウン   | エディ・マーフィ            | 山寺宏一   | 下條アトム      |
| シュガー・レイ       | リチャード・プライヤー      | 納谷六朗   | 尾藤イサオ      |
| ベニー・ウィルソン   | レッド・フォックス          | 藤本譲     | 富田耕生        |
| フィル・カントン     | ダニー・アイエロ            | 増岡弘     | 家弓家正        |
| バグジー・カルホーン | マイケル・ラーナー          | 大宮悌二   | 石田太郎        |
| ヴェラ               | デラ・リース                | 巴菁子     | 片岡富枝        |
| ジャック             | スタン・ショウ              | 吉村よう   | 福田信昭        |
| ドミニク・ラ・ルー   | ジャスミン・ガイ            | 土井美加   | 吉田理保子      |
| リッチー             | ヴィック・ポリゾス          | 谷口節     | 屋良有作        |
| サンシャイン         | レラ・ローコン              | 井上喜久子 | 佐々木優子      |
| トニー               | デヴィッド・マルシアノ      | 小室正幸   | 喜多川拓郎      |
| トミー               | トミー・フォード            | 金尾哲夫   | 辻親八          |
| クイック少年         | デシ・アーネス・ハインズ2世 | 亀井芳子   | 浦野裕介        |
| ウィリー             | アンクル・レイ              | 幹本雄之   | 屋良有作        |
| レオーニ             | ジョー・ペコラロ            | 伊井篤史   | 伊井篤史        |
| ジェローム           | ロビン・ハリス              | 広瀬正志   | 福田信昭        |
| アニー               | バーリンダ・トルバート      | 藤生聖子   |                 |
| ジミー               | チャールズ・マーフィ        | 秋元羊介   | 秋元羊介        |
| メル                 | ロベルト・デュラン          | 星野充昭   | 星野充昭        |
| 泣く男               | アーセニオ・ホール          |            | 牛山茂          |
| その他               |                             | 辻親八     | 北村弘一 渡部猛 |

- フジテレビ版：初回放送 1993年12月18日『ゴールデン洋画劇場』